# Kadyrovtsy

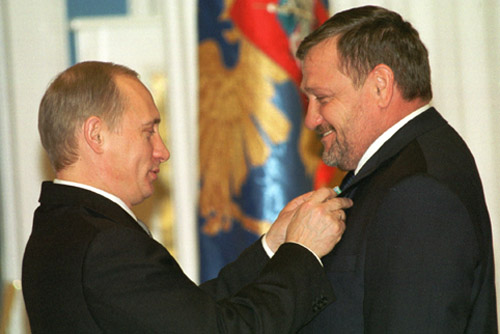
Russische president Vladimir Poetin (links) decoreert Achmat Kadyrov (rechts) in 2001.

De naam Kadyrovtsy (Russisch: Кадыровцы) wordt gebruikt door de bevolking van Tsjetsjenië en door de leden van de groep zelf voor leden van de voormalige zogenoemde "Veiligheidsdienst van de president van de Tsjetsjeense Republiek". Deze groep wordt nu meer gevreesd door de lokale Tsjetsjeense bevolking, dan de lokale federale veiligheidsdiensten.
De veiligheidsdienst werd in eerste instantie opgezet als een persoonlijke veiligheidsdienst van de door de federale regering in Moskou aangestelde president van de Tsjetsjeense regering Achmat Kadyrov, zonder wettelijke status en groeide geleidelijk uit tot een machtige militaire eenheid. Vanaf het begin werd de groep geleid door Ramzan Kadyrov. Enkele van de onderdelen ervan kregen een wettelijke status in 2004 en 2005, zodat ze onderdeel konden worden van verschillende structuren van het Tsjetsjeense Ministerie van Binnenlandse Zaken (T-MVD). Nadat Achmat Kadyrov werd gedood bij een bomaanslag in mei 2004, werd de veiligheidsdienst formeel opgeheven en werden de meeste eenheden geïntegreerd in het systeem van Russische wethandhavingsdiensten en veiligheidsautoriteiten. Geleidelijk kwamen alle structuren van het Tsjetsjeense Ministerie van Binnenlandse Zaken onder het bestuur te staan van de Kadyrovtsy.
De totale kracht van de Kadyrovtsy, die nu ook het Tweede Wegpatrouille Regiment van de Politie (PPSM-2), het zogenaamde "olieregiment" en de anti-terrorisme centra (ATC) omvat, is niet bekend.
De schattingen variëren van 4000 tot 12.000 man, waarvan de laatste schatting waarschijnlijk een overschatting is. Een aantal ervan vallen volledig binnen de wettelijke speciale structuren van het Tsjetsjeense Ministerie van Binnenlandse Zaken, terwijl anderen blijven functioneren als paramilitaire eenheden.